# Riviera (Ticino)
Riviera é uma comuna da Suíça, situada no distrito de Riviera, no cantão de Ticino. Tem 86,17 km² de área e sua população em 2018 foi estimada em 4.219 habitantes.
Foi criada em 2 de abril de 2017, a partir da fusão das antigas comunas de Osogna, Lodrino, Iragna e Cresciano.